# Уканети
Уканети (груз. უკანეთი) — село в Грузии, на территории Цхалтубского муниципалитета края (мхаре) Имеретия.

## География
Село находится в западной части Грузии, на расстоянии 13 километров к юго-юго-востоку от города Цхалтубо, административного центра муниципалитета. Абсолютная высота — 92 метра над уровнем моря.

## Население
По результатам официальной переписи населения 2014 года, в Уканети проживало 319 человек (158 мужчин и 161 женщина). В национальной структуре населения грузины составляли 100 %.
| Год  | Население, человек |
| ---- | ------------------ |
| 2002 | 370                |
| 2014 | ↘ 319              |